# Aureopteryx olufsoni
Aureopteryx olufsoni là một loài bướm đêm trong họ Crambidae.